# Karl Pekarna
Karl Pekarna (Bécs, 1886. július 7. – 1946. január 26.) osztrák válogatott német labdarúgó és edző.

## Pályafutása
Pályafutását az FC Sevilla Wien csapatában kezdte. A tehetséges bécsi fiatal halóőrre nagy figyelem hárult: a neves First Vienna FC 1894 és Wiener FC 1898 csapatában is megfordult. 1908-ig a skót Rangers FC-ben futballozott. 1909-től 1913-ig az FC Wacker München, 1914-től 1919-ig az FC Bayern München kapusa volt. Visszavonulása előtt 1919-ben az SK Slovan Wien csapatában védett.
Labdarúgói pályafutása befejeztével az FC Düren 03 és az Alemannia Aachen edzője volt.

## Megítélése
Otto Nerz, a Német labdarúgó-válogatott szövetségi kapitánya 1926 és 1936 között "a kora legjobb kapusa"-ként ítélte meg.